# Катрин Якобсдоуттир
Катрин Якобсдоуттир (исл. Katrín Jakobsdóttir, исландское произношение: [ˈkʰaːtʰrin ˈjaːkʰɔpstouhtɪr]; род. 1 февраля 1976[…], Рейкьявик) — исландская политическая деятельница левого толка, журналистка и преподавательница. Председатель Совета женщин – мировых лидеров с 2020 года. В прошлом — председатель «Лево-зелёного движения» (2013—2024), премьер-министр Исландии (2017—2024), министр образования, науки и культуры Исландии (2009—2013). Известна как одна из самых популярных политиков в истории Исландии: во время пребывания на посту премьер-министра у неё были самые высокие рейтинги одобрения среди глав правительств в истории страны. 

## Биография
Родилась 1 февраля 1976 года в Рейкьявике. Происходит из семьи исландской интеллигенции, давшей стране нескольких известных литераторов, учёных, инженеров и политиков. Отец Якоб Арманнсон (Jakob Ármannson; 1939—1996) был преподавателем и банковским служащим, мать Сигни Тороддсен (Signy Thoroddsen; 1940—2011) — психологом. Её сестра и старшие братья-близнецы также занялись гуманитарными науками. Её прабабушка Теодора Тороддсен (1863—1954) — автор нескольких повестей, её дядя Дагур Сигурдарсон (1937—1994) — поэт, художник и переводчик.
В 1996 году окончила среднюю школу в Сюнде (MS) в Рейкьявике.
Отлично училась в Университете Исландии, окончив его в 1999 году со степенью бакалавра по специальности филолог, изучала исландский и французский языки. Защитила магистерскую диссертацию по исландской литературе, посвящённую творчеству популярного исландского автора детективов Аднальдюра Индридасона, в том же университете в 2004 году. В студенческие годы снялась в клипе исландской инди-поп-группы Bang Gang.
Работала на полставки в качестве языкового консультанта в информационном агентстве канала общественного вещания Исландской государственной радиовещательнной и телевизионной службы (RÚV) в 1999—2003 годах. Затем подрабатывала в качестве журналистки-фрилансера для телевидении и различных печатных СМИ с 2004 по 2006 год, а также являлась инструктором по непрерывному образованию в 2004—2007 годах. Работала в редакции издательств «Эдда» и JPV (2005—2006).
В 2006—2007 годах преподавала в Университете Исландии и университете Рейкьявика.

## Политическая деятельность
Принимала активное участие в студенческой, а затем муниципальной политике, в том числе в качестве помощника члена городского совета в Рейкьявике. Состояла в «Лево-зелёном движении» с самого его основания в 1999 году. Стала заместительницей председателя партии «Лево-зелёное движение» в 2003 году и председательницей в 2013 году в возрасте 37 лет, заменив прежнего лидера Стейнгримюра Йоуханна Сигвуссона, под чьим руководством партия участвовала в коалиционном правительстве Йоханны Сигурдардоттир с «Социал-демократическим альянсом» и пережила существенное падение рейтингов.
Член Альтинга (однопалатного парламента Исландии) от Северного избирательного округа Рейкьявика с 2007 года. В 2007—2009 годах руководила парламентской фракцией «Лево-зелёного движения».
По итогам парламентских выборов 2009 года «Лево-зелёное движение» вошло в коалиционное правительство социал-демократов и «лево-зелёных». Катрин Якобсдоуттир занимала посты министра образования, науки и культуры и министра по вопросам сотрудничества со странами Северной Европы, с 2 февраля 2009 по 23 мая 2013 года. С 31 мая по 31 октября 2011 года находилась в декретном отпуске и её замещала министр по вопросам окружающей среды Исландии Свандис Сваварсдоттир.
Опросы общественного мнения показали, что у Катрин Якобсдоуттир был самый высокий рейтинг доверия среди всех исландских политиков по состоянию на весну 2016 года (59,2 %), когда премьер-министр Сигмюндюр Давид Гюннлёйгссон был вынужден подать в отставку на фоне офшорного скандала; эти показатели сохранялись на протяжении последующих лет.
Привела свою партию к первому в её истории второму месту (15,9 %) на досрочных парламентских выборах 2016 года. Когда лидеру занявшей первое место правоцентристской Партии независимости Бьярни Бенедиктссону не удалось сформировать коалиционное правительство с первой попытки, президент Гвюдни Йоуханнессон поручил 16 ноября это Катрин Якобсдоуттир. Однако её попытки сформировать левоцентристскую коалицию между пятью оппозиционными партиями («Лево-зелёное движение», Пиратская партия Исландии, Социал-демократический альянс, «Светлое будущее», «Возрождение») также остались безуспешными. Наибольшие разногласия вызвали вопросы политики в области рыболовства и налогообложения. В итоге Бьярни Бенедиктссон вернул мандат на формирование правительства и сформировал кабинет.

### Премьер-министр Исландии
Год спустя, на досрочных парламентских выборах 2017 года, «Лево-зелёное движение», хотя и не набрало большинство голосов (как предсказывали многие социологические опросы), но укрепило свои позиции на втором месте (16,9 %) после Партии независимости, и Катрин Якобсдоуттир первой получила от президента мандат на формирование правительства 2 ноября 2017 года. Согласно правилам, Бьярни Бенедиктссон лишился мандата из-за ухудшения результатов Партии независимости.
Однако желаемую левоцентристскую коалицию (из 4 политических сил: «Лево-зелёного движения», «Социал-демократического альянса», Пиратской и Прогрессивной партии) вновь не удалось сформировать, и Катрин Якобсдоуттир пришлось создавать правительство со своими политическими оппонентами из ведущих политических сил правых и центра — Партии независимости и Прогрессивной партии. После окончания переговоров, президент Гвюдни Йоуханнессон выдал ей премьерский мандат, и 30 ноября 2017 года Катрин Якобсдоуттир возглавила правительство. Она стала второй женщиной на посту премьер-министра Исландии после Йоханны Сигурдардоттир, возглавлявшей правительство в 2009—2013 годах.
Занимает экосоциалистические и феминистические позиции; сторонница либерализации миграционного законодательства и декриминализации лёгких наркотиков. Не поддерживает присоединение Исландии к Евросоюзу, поскольку считает, что политика ЕС сосредоточена на принципах свободного рынка и в ней слишком много от глобального капитализма.
Катрин также выступает против членства Исландии в НАТО, но в качестве компромисса с коалиционными партнёрами, её правительство не поднимает вопроса о выходе из Альянса или о проведении соответствующего референдума.
Вскоре после вступления в должность главы правительства отправилась на климатический саммит «Одна планета» в Париже в декабре 2017 года, взяв обязательство достижения Исландией к 2040 году «углеродного нейтралитета» (нулевого баланса выбросов двуокиси углерода).
После парламентских выборов 2021 года Катрин Якобсдоуттир вновь возглавила коалиционное правительство в составе тех же партий.
Во время карантина, введённого из-за пандемии COVID-19, премьер-министр Катрин Якобсдоуттир написала свой первый криминальный роман «Рейкьявик» в соавторстве с известным исландским детективом Рагнаром Йонассоном.
Катрин Якобсдоуттир ушла в отставку для участия в президентских выборах 2024 года. 9 апреля новым премьером стал Бьярни Бенедиктссон. 
Исполняющим обязанности председателя партии 5 апреля стал заместитель председателя, министр социальных дел и труда Гвюдмюндюр Инги Гвюдбрандссон. 5 октября новым председателем «Лево-зелёного движения» избрана министр инфраструктуры Свандис Сваварсдоттир.

### Президентская кампания
Катрин Якобсдоуттир заняла второе место на президентских выборах 1 июня 2024 года, получив 25,1% голосов, хотя в опросах часто лидировала. Президентом избрана предпринимательница Хадла Тоумасдоуттир. Катрин Якобсдоуттир заявила, что не планирует снова баллотироваться на пост президента и возвращаться в большую политику. 

## Личная жизнь
Замужем, супруг — Гюннар Эдн Сигвальдасон (Gunnar Örn Sigvaldason), имеет философское образование, воспитывает троих сыновей — Якоб (род. 2005), Иллуги (род. 2007), Аурманн Ауки (род. 2011).